# Prix du Gouverneur général : poésie de langue anglaise
 (août 2020).
Si vous disposez d'ouvrages ou d'articles de référence ou si vous connaissez des sites web de qualité traitant du thème abordé ici, merci de compléter l'article en donnant les références utiles à sa vérifiabilité et en les liant à la section « Notes et références ».
Voici une liste des lauréats du prix littéraire du Gouverneur général dans la catégorie poésie de langue anglaise.
Ce prix fut décerné pour la première fois en 1981, quand la catégorie poésie ou théâtre de langue anglaise fut scindée en deux.

## Liste des lauréats
- 1981 - F.R. Scott, The Collected Poems of F.R. Scott
- 1982 - Phyllis Webb, The Vision Tree: Selected Poems
- 1983 - David Donnell, Settlements
- 1984 - Paulette Jiles, Celestial Navigation
- 1985 - Fred Wah, Waiting for Saskatchewan
- 1986 - Al Purdy, The Collected Poems of Al Purdy
- 1987 - Gwendolyn MacEwen, Afterworlds
- 1988 - Erin Mouré, Furious
- 1989 - Heather Spears, The Word for Sand
- 1990 - Margaret Avison, No Time
- 1991 - Don McKay, Night Field
- 1992 - Lorna Crozier, Inventing the Hawk
- 1993 - Don Coles, Forests of the Medieval World
- 1994 - Robert Hilles, Cantos from a Small Room
- 1995 - Anne Szumigalski, Voice
- 1996 - Edward D. Blodgett, Apostrophes: Woman at a Piano
- 1997 - Dionne Brand, Land to Light On
- 1998 - Stephanie Bolster, White Stone: The Alice Poems
- 1999 - Jan Zwicky, Songs for Relinquishing the Earth
- 2000 - Don McKay, Another Gravity
- 2001 - George Elliott Clarke, Execution Poems
- 2002 - Roy Miki, Surrender
- 2003 - Tim Lilburn, Kill-site
- 2004 - Roo Borson, Short Journey Upriver Toward Oishida
- 2005 - Anne Compton, Processional
- 2006 - John Pass, Stumbling in the Bloom
- 2007 - Don Domanski, All Our Wonder Unavenged
- 2008 - Jacob Scheier, More to Keep Us Warm
- 2009 - David Zieroth, The Fly in Autumn
- 2010 - Richard Greene, More to Keep Us Warm
- 2011 - Phil Hall, Killdeer
- 2012 - Julie Bruck, Monkey Ranch
- 2013 - Katherena Vermette, North End Love Songs
- 2014 - Arleen Paré, Lake of Two Mountains
- 2015 - Robyn Sarah, My Shoes Are Killing Me
- 2016 - Steven Heighton, The Waking Comes Late
- 2017 - Richard Harrison, On Not Losing My Father's Ashes in the Flood
- 2018 - Cecily Nicholson, Wayside Sang
- 2019 - Gwen Benaway, Holy Wild
- 2020 - Anne Carson, Norma Jean Baker of Troy
- 2021 - Tolu Oloruntoba, The Junta of Happenstance
- 2022 - Annick MacAskill, Shadow Blight[1]